# Heterocerus sennarensis
Heterocerus sennarensis is een keversoort uit de familie oevergraafkevers (Heteroceridae). De wetenschappelijke naam van de soort is voor het eerst geldig gepubliceerd in 1909 door Grouvelle.